# Unbundling local loop
Con Unbundling Local Loop (traducibile come "accesso disaggregato alla rete locale"), sigla ULL, si indica la possibilità che hanno i nuovi operatori telefonici, da quando è stato liberalizzato il mercato delle telecomunicazioni, di usufruire delle infrastrutture di proprietà di un altro operatore (nel caso di Telecom Italia l'ultimo miglio in rame) per offrire ai clienti servizi propri dietro pagamento di un canone all'operatore proprietario delle infrastrutture.

## ULL nel mondo

### Italia
Sebbene in Italia i cavi telefonici siano per la maggior parte di proprietà di un singolo operatore telefonico (Telecom Italia Rete), essi possono essere utilizzati per fornire servizi anche da altri operatori, dietro pagamento di una quota per il noleggio dei cavi stessi.
Dal 2008 è la struttura Open Access di Telecom Italia che si occupa delle attività di sviluppo e manutenzione delle infrastrutture tecnologiche della rete di accesso e fornisce i servizi di accesso e di manutenzione tecnica alla Direzione Commerciale Retail di Telecom Italia, gerarchicamente separata da Open Access.
Per quanto riguarda gli stessi servizi e le stesse attività, ma rivolte ad altri operatori, è la struttura National Wholesale Services di Telecom Italia a essere deputata a tale ruolo.
Il codice comportamentale interno di Telecom Italia prevede uno specifico divieto di trasferimento dei dati degli utenti in ULL alla Direzione Commerciale Retail per finalità commerciali.
Quando si effettua l'ULL, i cavi presi a "noleggio" vengono disconnessi dalle apparecchiature dell'operatore proprietario e connessi a quelle del nuovo operatore, che diventa in tutto e per tutto responsabile per i servizi di telefonia resi al cliente.
L'ULL è anche noto come "liberalizzazione dell'ultimo chilometro" (o "liberalizzazione dell'ultimo miglio"), intendendo simbolicamente come ultimo chilometro di cavo telefonico quello che dalla centrale telefonica arriva direttamente in casa del cliente cioè la parte di rete nota come rete di accesso.
Si divide in full unbundling e shared access.
Aderire all'ULL full significa cambiare gestore di telefonia fissa, e quindi rompere il contratto con l'operatore precedente (generalmente Telecom Italia).
Viceversa, con la scelta tecnologica dello Shared Access è possibile mantenere il contratto "fisso" con l'operatore dominante (incumbent) Telecom Italia e avere un contratto di connessione diretta del servizio ADSL con altro operatore.
In sostanza, il doppino viene noleggiato solamente per una porzione di banda a un operatore diverso senza dover abbandonare l'operatore preesistente.
Il servizio fornito in ULL è incompatibile con i servizi di selezione dell'operatore (carrier selection) e preselezione dell'operatore (carrier pre-selection) e con i servizi di connessione internet tramite modem tradizionale (dial-up) e modem ADSL forniti da operatori diversi da quello prescelto. Questo perché la normativa vigente ha lasciato la facoltà di poter attivare un servizio in CS o in CPS solo all'operatore Telecom Italia in quanto ex monopolista.
I clienti in ULL hanno accesso ai numeri speciali di emergenza (112, 113, 115, 118), ma non a una vasta serie di numeri speciali classici dell'avantielenco delle Pagine Bianche. Il motivo risiede semplicemente nell'assenza di accordi commerciali tra l'operatore telefonico che gestisce l'accesso in ULL e l'operatore proprietario dell'arco di numerazione non raggiungibile.
Tramite l'unbundling, l'operatore connette i doppini di proprietà Telecom alla propria centrale telefonica e ai propri DSLAM per fornire ADSL. Tipicamente, la centrale è la stessa di Telecom, ma all'interno vengono poste le attrezzature del singolo gestore in una sala chiamata OLO (Other Licensed Operators). In altri casi oltre all'affitto dell'ultimo miglio della rete vengono presi in affitto anche gli apparati di rete di Telecom.

#### Operatori telefonici con rete ULL
- Acantho
- Atontel
- Brennercom
- BT Italia
- Clouditalia
- Convergenze
- Digitel Italia
- Estra
- Fastweb (+SLU)
- Infracom
- Interplanet
- Intred (+SLU)
- MC-link
- Momax
- Mynet
- Panservice
- Tiscali
- UNO Communications
- Unidata
- Vianova
- Vodafone (+SLU)
- Wind Tre

In caso di guasto della rete telefonica o di allaccio di nuove utenze alla rete, tali operatori possono rivolgersi alla struttura NWS di cui sopra o provvedere direttamente essi stessi all'esecuzione dei servizi di manutenzione o di accesso.
Telecom Italia ha affidato lo svolgimento di questi servizi su linee ULL e Shared Access principalmente a Sirti e Sielte, ma anche (in ordine di importanza) a Site, Ceit Impianti, Valtellina e Alpitel.
Fonte: AGCM

### Nuova Zelanda
La Commerce Commission invitò ancora una volta l'accesso diretto alla fine del 2003 come Telecom offrì una soluzione di condotta commerciale. Nel maggio del 2004 questo fu firmato dal Governo, malgrado l'intensa "call4change" campagna di qualche concorrente a Telecom.

### Regno Unito
Al 14 gennaio 2006, 210.000 utenze telefoniche sono stati staccate da BT e collegate direttamente alla rete urbana. Ofcom prevede che 1 milione di doppini saranno distaccati entro giugno 2006. Comunque, come riportato da The Register, al 15 giugno 2006, ne risultano solo 500.000, ma aumentano nell'ordine di 20.000 a settimana. Ofcom ha annunciato che a novembre 2006, 1 milione di utenze sono state distaccate .
A giugno 2006, AOL UK ha distaccato 100.000 linee tramite un investimento di £120 milioni, facendo di AOL UK stessa il più grande singolo operatore ULL nel mercato del Regno Unito.
Il 10 ottobre 2006, Carphone Warehouse annunciò l'acquisto di AOL UK per £ 370 milioni.

Questo fa di Carphone Warehouse il terzo provider di banda larga e il più grande operatore ULL con più di 150.000 clienti in ULL.
Lo stato attuale dell'ULL nel Regno Unito si può trovare su www.samknows.com

### Stati Uniti d'America
La Federal Communications Commission (FCC) richiese che ILECs cedesse in affitto le ultime miglia a concorrenti a un determinato prezzo all'ingrosso.